# Josep Antoni Linati i Bosch
Josep Antoni Linati i Bosch (1926 - 2008) va ser un advocat i polític català. Es va llicenciar en dret a la UB l'any 1950. Fou directiu d'Aigües de Barcelona i el 1975 participà en la fundació del Club Catalònia. El novembre de 1976 fundà el Partit Democràtic Liberal Català i formà part del Consejo del Reino, organisme creat per donar suport Joan Carles I. A les eleccions generals espanyoles de 1977 es presentà en la llista Aliança Popular-Coalición Convivencia Catalana, dirigida per Laureà López Rodó, però no va aconseguir representació. Fins al 2003 va ser secretari general i ambaixador a l'ONU dels Cavallers de l'Orde de Malta.

## Obres
- Del Ter al Tíber: crónicas romanas (1992), Kairos, ISBN 84-7245-258-1.